# Маленькая принцесса (фильм, 1995)
«Маленькая принцесса» (англ. A Little Princess) — кинофильм режиссёра Альфонсо Куарона, экранизация одноимённого произведения Фрэнсис Бёрнетт. Фильм разрешён к просмотру детям любого возраста.
В России фильм выпускался на VHS с дубляжем «Варус Видео».
Несмотря на то, что фильм не имел кассового успеха, он был одобрен критиками и удостоен различных наград, таких как две номинации на премию Оскар за значительные достижения в области искусства и кинематографии.

## Сюжет
Сара живёт как принцесса в Индии со своим любящим отцом, но его призывают на военную службу, и отец привозит Сару в Нью-Йорк в частный пансион, где вверяет девочку заботе воспитателей и учителей. Для директрисы жизнерадостная Сара — это возмутительница спокойствия. Но девочку поддерживает мысль о том, что для своего отца она всегда останется любимой маленькой принцессой. Мужество, доброта и воображение позволяют ей преодолеть все невзгоды и помочь тем, кто живёт рядом с ней.

## В ролях
| Актёр               | Роль             |
| ------------------- | ---------------- |
| Лизель Мэтьюз       | Сара Крю         |
| Элинор Брон         | мисс Минчин      |
| Лиам Каннингем      | капитан Крю/Рама |
| Ванесса Ли Честер   | Бекки            |
| Расти Швиммер       | Амелия           |
| Артур Малет         | Чарльз Рандольф  |
| Эррол Ситахаль      | Рам Дасс         |
| Тейлор Фрай         | Лавиния          |
| Пегги Майли         | Мейбл            |
| Дарси Бредфорд      | Джесси           |
| Рэйчел Белла        | Бетси            |
| Александра Реа-Баум | Гертруда         |
| Камилла Белль       | Джейн            |
| Лорен Блюменфельд   | Розмари          |
| Келси Малруни       | Лотти            |
| Кейтлин Каллум      | Рут              |

## Музыка
1. Ramayana: A Morning Raga (2:03)
2. Children Running (0:53)
3. Cristina Elisa Waltz (3:03)
4. The Miss Minchin School for Girls (1:40)
5. Knowing You by Heart (2:32)
6. Breakfast (0:55)
7. Letter to Papa (1:38)
8. Angel Wings (1:07)
9. False Hope (2:05)
10. The Trenches (1:00)
11. Crewe and the Soldier (1:22)
12. Alone (1:19)
13. The Attic (2:00)
14. On Another’s Sorrow — Кэтрин Хупер (1:16)
15. The Shawl (0:54)
16. Tyger Tyger (0:32)
17. Compassion (0:37)
18. For the Princess (1:38)
19. Kindle My Heart — Эбигейл Дойл (3:00)
20. The Locket Hunt (3:02)
21. Midnight Tiptoe (1:13)
22. I Am a Princess (1:14)
23. Just Make Believe (1:33)
24. Touched by an Angel (1:43)
25. Emilia Elopes (1:38)
26. The Escape (2:58)
27. Papa! (2:32)
28. Kindle My Heart — Лизель Мэттьюс (4:19)

## Награды и номинации
| Награды | Награды                                    | Награды                                                                              | Награды   |
| Год     | Премия                                     | Категория                                                                            | Итог      |
| ------- | ------------------------------------------ | ------------------------------------------------------------------------------------ | --------- |
| 1995    | Los Angeles Film Critics Association Award | Лучшая музыка Лучший проект Лучший фильм (2 место) Новая режиссура (Альфонсо Куарон) | Победа    |
| 1996    | Оскар                                      | Лучший художественный директор и декорации Лучшая операторская работа                | Номинация |
| 1996    | Young Artist Award                         | Лучшая семейная драма Лучшая главная актриса (Ванесса Ли Честер/Лизель Мэттьюс)      | Номинация |